# Age of Wonders: Shadow Magic
Age of Wonders: Shadow Magic è un videogioco di strategia a turni ambientato in un mondo fantasy.
Shadow Magic è la terza incarnazione della serie Age of Wonders, è preceduto da Age of Wonders 2: The Wizard's Throne ed era inizialmente pensato come un'espansione. Tutti e tre i giochi sono sviluppati da Triumph Studios. Il gioco può essere considerato il successore spirituale di Master of Magic.

## Trama
Una nuova minaccia incombe sulla terra, delle grosse fenditure appaiono nel terreno vicino alle fonti di potere, una di esse si apre sul trono di Evermore e fa precipitare Merlino nel mondo dell'ombra. Contemporaneamente degli strani esseri, gli shadow demons, appaiono in tutto il mondo, razziando e distruggendo tutto ciò che trovano, e nutrendosi delle anime delle loro vittime. Phobius, un umano assetato di potere, approfittando del nuovo caos generato, sale rapidamente al potere, incolpando la magia e le razze magiche della distruzione. Ma in realtà non è in grado di comprendere e affrontare la minaccia. Merlino, rimasto in vita nell'ombra riesce a contattare telepaticamente l'eroe Teryn e con il suo aiuto incomincia a rintracciare i maghi rimasti sulla terra nei vari angoli del mondo, per affrontare la grande minaccia e salvare il mondo.

## Modalità di gioco
Come nelle precedenti versioni, il giocatore assume il ruolo di un aspirante re-mago; scopo del gioco è conquistare la mappa, o completare specifiche quest durante la campagna Shadow magic.
Il mondo del gioco è visto dall'alto, e si suddivide in tre livelli, la superficie, il sottosuolo e il nuovo mondo dell'ombra (Shadow word). In aggiunta alle precedenti versioni ci sono tre nuove razze: i nomadi, i Syrion e gli Shadow Demons.
Il gioco può essere giocato in modalità tradizionale o in modalità simultanea.
La modalità classica è il modello di turni ampiamente usato: i giocatori spostano le loro unità ed eseguono altre azioni, mentre gli altri giocatori devono aspettare per il giocatore alla fine del suo turno. Con scenari molto grandi la partita richiede moltissimo tempo.
Nella modalità simultanea i giocatori possono usare lo stesso turno. Quando tutti i giocatori hanno cliccato
su "fine turno", il turno è terminato. Partite giocate con questa impostazione vanno molto più veloci. Quando si gioca da soli contro il computer inoltre, è possibile scegliere se avviare una battaglia tattica oppure nella modalità veloce in cui il computer controlla entrambi i lati.
Entrambe le modalità sono comunque basate a turni. È inoltre possibile giocare via e-mail inviando il file della partita ad ogni turno.